# Jorge Barrio
Jorge Barrio (Pinamar, Provincia de Buenos Aires; 6 de mayo de 2004) es un piloto argentino de automovilismo. Actualmente corre en el Turismo Nacional, TC Mouras, Top Race V6 y TCR South America.

## Carrera
De trayectoria incipiente, inició su carrera en la disciplina del karting, donde compitió entre 2016 y 2019, incursionando en países como Brasil, Francia e Italia. Tras estas participaciones, en 2019 debutó en el automovilismo profesional al incursionar en la categoría Fórmula Renault Argentina, donde se consagró campeón en la temporada 2020-21. Tras la obtención de este título, debutó en categorías de turismos al incursionar en el TC 2000, siendo confirmado para la temporada 2021, dentro del equipo Ambrogio Racing Argentina, donde condujo una unidad Renault Fluence, a la vez de continuar su carrera en la Fórmula Renault, donde defendió el título obtenido. Precisamente, en 2021 Barrio estableció un hito en la historia del automovilismo argentino, al convertirse en el primer piloto en obtener en un mismo año, los campeonatos de Fórmula Renault y TC 2000, ya que además de defender el título obtenido en la Fórmula Renault, conquistó primeramente el campeonato de TC 2000 en su temporada debut. Un mes más tarde, culminó con éxito la defensa de su título, al proclamarse bicampeón de Fórmula Renault, junto al equipo Croizet Racing.
Además de sus incursiones dentro de la Fórmula Renault y el TC 2000, en 2021 tuvo participaciones como piloto invitado en las divisionales Series y TRV6 de la Top Race, junto a los pilotos Ariel y Fabricio Persia, respectivamente.

## Trayectoria
| Temporada | Categoría                    | Equipo                        | Coche                      | Carreras          | Victorias         | Podios            | Poles             | VR                | Puntos            | Pos.              |                   |
| --------- | ---------------------------- | ----------------------------- | -------------------------- | ----------------- | ----------------- | ----------------- | ----------------- | ----------------- | ----------------- | ----------------- | ----------------- |
| 2019      | Fórmula Renault 2.0          | Croizet Racing                | Tito 02-Renault            | 6                 | 0                 | 0                 | 0                 | 0                 | 66                | 16.º              |                   |
| 2020      | Fórmula 3 Metropolitana      | Satorra Competición           | Crespi-Renault             | 4                 | 1                 | 2                 | 1                 | 1                 | 90                | 28.º              |                   |
| 2020-21   | Fórmula Renault 2.0          | Croizet Racing                | Tito 02-Renault            | 16                | 4                 | 11                | 4                 | 4                 | 280               | 1.º               |                   |
| 2021      | TC 2000                      | Ambrogio Racing Argentina     | Renault Fluence            | 20                | 7                 | 12                | 6                 | 6                 | 369.00            | 1.º               |                   |
| 2021      | Fórmula Renault 2.0          | Croizet Racing                | Tito 02-Renault            | 16                | 9                 | 11                | 5                 | 11                | 390.00            | 1.º               |                   |
| 2021      | Top Race Series              | SDE San Juan                  | Mercedes-Benz Series       | 1                 | 0                 | 0                 | 0                 | 0                 | 0.00              | Inv.              |                   |
| 2021      | Top Race V6                  | SDE San Juan                  | Chevrolet Cruze I          | 1                 | 1                 | 0                 | 0                 | 0                 | 0.00              | Inv.              |                   |
| 2021      | 200 km de Súper TC 2000      | Renault Castrol Team          | Renault Fluence            | 1                 | 0                 | 1                 | 0                 | 0                 | 0.00              | Inv.              |                   |
| 2022      | Turismo Competición 2000     | Toyota Gazoo Racing Argentina | Toyota Corolla E210        | 22                | 2                 | 5                 | 0                 | 1                 | 217.00            | 5.º               |                   |
| 2022      | Top Race V6                  | SDE San Juan                  | Chevrolet Cruze I          | 13                | 0                 | 0                 | 0                 | 0                 | 202.00            | 5.º               |                   |
| 2022      | Top Race V6                  | SDE San Juan                  | Lexus ES                   | 10                | 3                 | 6                 | 3                 | 3                 | 202.00            | 5.º               |                   |
| 2022      | TCR South America            | Toyota Gazoo Racing Argentina | Toyota Corolla E210        | 5                 | 2                 | 3                 | 1                 | 2                 | 0.00              | NC                |                   |
| 2023      | Clase 3 del Turismo Nacional | Arana Ingeniería Sport        | Toyota Corolla E170        | 4                 | 0                 | 0                 | 0                 | 0                 | 36.50             | 31.º              |                   |
| 2023      | TCR South America            | W2 Pro GP                     | Cupra Leon Competición TCR | 2                 | 1                 | 2                 | 1                 | 1                 | 87.00             | 18.º              |                   |
| 2023      | Top Race V6                  | SDE San Juan                  | Chevrolet Cruze I          | 5                 | 0                 | 1                 | 1                 | 0                 | 34.00             | 14.º              |                   |
| 2023      | TC Mouras                    | JP Carrera                    | Chevrolet Chevy            | 16                | 5                 | 9                 | 3                 | 2                 | 583.25            | 3.º               |                   |
| 2024      | Clase 3 del Turismo Nacional | Febase Performance            | Chevrolet Cruze            | 2                 | 0                 | 1                 | 0                 | 0                 | 29.32             | 12.º              |                   |
| 2024      | Fuente                       | [ 7 ] [ 8 ] [ 9 ]             | [ 7 ] [ 8 ] [ 9 ]          | [ 7 ] [ 8 ] [ 9 ] | [ 7 ] [ 8 ] [ 9 ] | [ 7 ] [ 8 ] [ 9 ] | [ 7 ] [ 8 ] [ 9 ] | [ 7 ] [ 8 ] [ 9 ] | [ 7 ] [ 8 ] [ 9 ] | [ 7 ] [ 8 ] [ 9 ] | [ 7 ] [ 8 ] [ 9 ] |

## Resultados

### Fórmula Renault Argentina
| Año     | Equipo         | Auto            | 1    | 2    | 3    | 4    | 5     | 6     | 7     | 8     | 9   | 10  | 11  | 12  | 13     | 14     | 15    | 16    |       |       |       |       | Pos. | Puntos |
| ------- | -------------- | --------------- | ---- | ---- | ---- | ---- | ----- | ----- | ----- | ----- | --- | --- | --- | --- | ------ | ------ | ----- | ----- | ----- | ----- | ----- | ----- | ---- | ------ |
| 2020-21 | Croizet Racing | Tito 02-Renault | BA I | BA I | AG I | AG I | AG II | AG II | BA II | BA II | RIO | RIO | PAR | PAR | BA III | BA III | BA IV | BA IV | 1.º   | 280   |       |       |      |        |
| 2020-21 | Croizet Racing | Tito 02-Renault | 10   | 4    | 2    | 2    | 3     | 1     | 6     | 1     | 11  | 2   | 2   | 1   | 13     | 2      | 3     | 1     | 1.º   | 280   |       |       |      |        |
|         |                |                 |      |      |      |      |       |       |       |       |     |     |     |     |        |        |       |       |       |       |       |       |      |        |
|         |                |                 | 1    | 2    | 3    | 4    | 5     | 6     | 7     | 8     | 9   | 10  | 11  | 12  | 13     | 14     | 15    | 16    | 17    | 18    | 19    | 20    |      |        |
| 2021    | Croizet Racing | Tito 02-Renault | BA I | BA I | AG I | AG I | SNI   | SNI   | BA II | BA II | PAR | PAR | TOA | TOA | BA III | BA III | VIL   | VIL   | AG II | AG II | BA IV | BA IV | 1.º  |        |
| 2021    | Croizet Racing | Tito 02-Renault | 4    | 1    | 5    | 1    | 2     | 1     | 11    | 1     | 6   | 1   | 12  | 1   | 3      | 1      | 1     | 1     | 1     | 3     |       |       | 1.º  |        |

### TC 2000
| Año  | Equipo          | Auto            | 1    | 2    | 3     | 4     | 5    | 6    | 7     | 8     | 9      | 10     | 11  | 12  | 13  | 14  | 15  | 16  | 17  | 18  | 19     | 20     | 21    | 22    | 23    | 24    | Res. | Puntos    |
| ---- | --------------- | --------------- | ---- | ---- | ----- | ----- | ---- | ---- | ----- | ----- | ------ | ------ | --- | --- | --- | --- | --- | --- | --- | --- | ------ | ------ | ----- | ----- | ----- | ----- | ---- | --------- |
| 2021 |                 |                 | BA I | BA I | BA II | BA II | AG I | AG I | SNI I | SNI I | BA III | BA III | PAR | PAR | TOA | TOA | VIL | VIL | ROS | ROS | SNI II | SNI II | AG II | AG II | BA IV | BA IV | 1.º  | 369 (399) |
| 2021 | Ambrogio Racing | Renault Fluence | 3    | 1    | Ret   | 1     | Ret  | 4    | 9     | 3     | 5      | 2      | 4   | 1   | 4   | Ret | 2   | 1   | 1   | 1   | 1      | 2      | 3     | 2     | Ret   | 1     | 1.º  | 369 (399) |

### Súper TC 2000
| Año  | Equipo               | Auto            | 1    | 2    | 3     | 4     | 5  | 6  | 7   | 8   | 9      | 10     | 11  | 12  | 13  | 14  | 15    | 16  | 17  | 18  | 19  | 20    | 21    | 22   | Res. | Puntos |
| ---- | -------------------- | --------------- | ---- | ---- | ----- | ----- | -- | -- | --- | --- | ------ | ------ | --- | --- | --- | --- | ----- | --- | --- | --- | --- | ----- | ----- | ---- | ---- | ------ |
| 2021 |                      |                 | BA I | BA I | BA II | BA II | AG | AG | SNI | SNI | BA III | BA III | PAR | PAR | TOA | TOA | BA IV | VIL | VIL | ROS | ROS | AG II | AG II | BA V | -    | -      |
| 2021 | Renault Castrol Team | Renault Fluence |      |      |       |       |    |    |     |     |        |        |     |     |     |     | 3     |     |     |     |     |       |       |      | -    | -      |

### TCR South America
| Año  | Equipo                            | Auto                       | 1   | 2   | 3   | 4   | 5   | 6   | 7   | 8   | 9   | 10  | 11  | 12  | 13  | 14  | 15  | 16  | 17  | 18  | Pos. | Pts. |
| ---- | --------------------------------- | -------------------------- | --- | --- | --- | --- | --- | --- | --- | --- | --- | --- | --- | --- | --- | --- | --- | --- | --- | --- | ---- | ---- |
| 2022 |                                   |                            | VEL | VEL | INT | GOI | GOI | RIV | RIV | EPI | EPI | TRH | BA  | BA  | VIL | VIL |     |     |     |     | -    | -    |
| 2022 | Toyota Gazoo Racing Latin America | Toyota Corolla GRS TCR     |     |     |     |     |     |     |     |     |     | Ret | 1   | 6   | 1   | 3   |     |     |     |     | -    | -    |
| 2023 |                                   |                            | AG  | AG  | ROS | ROS | TRH | INT | RIV | RIV | EPI | EPI | LAP | LAP | VLP | VLP | VEL | VEL | CAS | CAS | 18°  | 87   |
| 2023 | W2 Pro GP                         | Cupra León Competición TCR |     |     |     |     | 1   | 2   |     |     |     |     |     |     |     |     |     |     |     |     | 18°  | 87   |

### TCR Brasil
| Año  | Equipo    | Auto                       | 1   | 2   | 3   | 4   | 5   | 6   | 7   | 8   | 9   | 10  | 11  | Pos. | Pts. |
| ---- | --------- | -------------------------- | --- | --- | --- | --- | --- | --- | --- | --- | --- | --- | --- | ---- | ---- |
| 2023 |           |                            | INT | RIV | RIV | VLP | VLP | VEL | VEL | VEL | VEL | CAS | CAS | 16°  | 38   |
| 2023 | W2 Pro GP | Cupra León Competición TCR | 2   |     |     |     |     |     |     |     |     |     |     | 16°  | 38   |

## Palmarés
| Título  | Categoría                 | Automóvil          | Año     |
| ------- | ------------------------- | ------------------ | ------- |
| Campeón | Fórmula Renault Argentina | Tito 02-Renault    | 2020-21 |
| Campeón | Fórmula Renault Argentina | Tito 02-Renault    | 2021    |
| Campeón | TC 2000                   | Renault Fluence GT | 2021    |